# Frank Sauerbrey
Frank Sauerbrey es un deportista de la RDA que compitió en salto en esquí. Ganó una medalla de bronce en el Campeonato Mundial de Esquí Nórdico de 1985, en el trampolín grande por equipo.

## Palmarés internacional
| Campeonato Mundial | Campeonato Mundial | Campeonato Mundial | Campeonato Mundial |
| Año                | Lugar              | Medalla            | Prueba             |
| ------------------ | ------------------ | ------------------ | ------------------ |
| 1985               | Seefeld (Austria)  | Medalla de bronce  | TG por equipos     |